# Manuel de Lara Churriguera
Manuel de Lara Churriguera o de Larra Churriguera (Madrid, c. 1690-Salamanca, 25 de julio de 1755), arquitecto y escultor salmantino del siglo XVIII. Era hijo de Mariana de Churriguera (hermana de Joaquín, Alberto y José Benito de Churriguera) y del escultor salmantino José de Larra Domínguez.

## Biografía

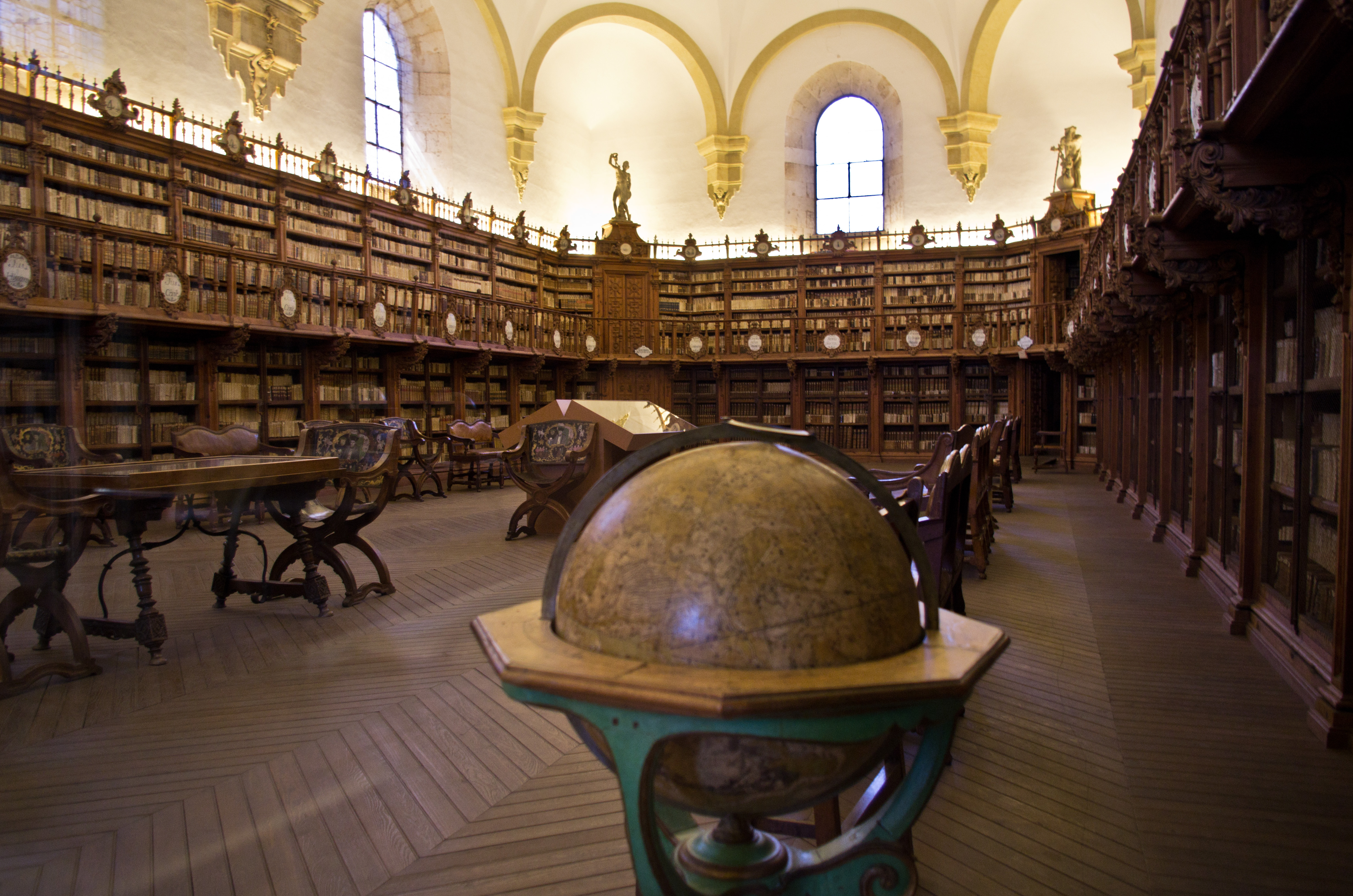
Biblioteca de la Universidad de Salamanca

Intervino en la conclusión de la Catedral Nueva de Salamanca entre 1741 y 1751, la bóveda y las estanterías de la biblioteca de la Universidad (1749) y en la misma ciudad finalizó la iglesia del Carmen de Abajo en 1756, que formó parte del Convento de San Andrés. También fue responsable de relevantes edificios en la provincia de Cáceres, como la Iglesia nueva del Monasterio de Guadalupe, el Arco de la Estrella, el acceso al recinto amurallado desde la plaza de Cáceres, la reconstrucción del Palacio de los Marqueses de la Conquista de Trujillo y, finalmente, en Coria, la espadaña de la iglesia de Santiago y la torre de la catedral de Coria.